# Attacus simalurana
Attacus simalurana är en fjärilsart som beskrevs av Watson 1915. Attacus simalurana ingår i släktet Attacus och familjen påfågelsspinnare. Inga underarter finns listade i Catalogue of Life.